# Exochus fasciatus
Exochus fasciatus là một loài tò vò trong họ Ichneumonidae.